# ТЕЦ Ельблонг
ТЕЦ Ельблонг — теплоелектроцентраль на півночі Польщі у місті Ельблонг.
У 1928-му в Ельбінгу (котрий на той час разом зі всією Східною Прусією належав Німеччині) запрацювала муніципальна електростанція, яка мала центральну котельню з чотирма пиловугільними котлами та дві турбіни потужністю 8 МВт та 10 МВт. У 1941-му її підсилили за рахунок третьої турбіни потужністю 20 МВт. Під час Другої світової війни станція сильно постраждала, тому після передачі міста Польщі змогла лише частково відновити її роботу.
В 1953—1956 роках потужність ТЕС довели до 80 МВт шляхом встановлення трьох парових котлів ОР-130 та відповідної кількості турбін загальною потужністю 62 МВт — двох чеських CKD-25 з показниками по 25 МВт та однієї AT-12 потужністю 12 МВт.
У 1960-х станції надали можливість постачати теплову енергію. А в 1980-му для покриття пікових навантажень змонтували водогрійний котел рацибузької компанії Rafako WP-120 потужністю 140 МВт (наразі вже не експлуатується).
В 2014-му став до ладу котел на біомасі BBS-90, котрий живить турбіну E Ekol T-25-9,0/0,1 потужністю 25 МВт (разом носять назву блок BB20p). На той час продовжували використовуватись введені в 1950-х три котли та дві турбіни: № 5 потужністю 25 МВт (під час опалювального сезону 20 МВт) та № 6 з показником 12 МВт (в опалювальний сезон 10 МВт). Також працювала турбіна № 2 типу PTP-12 потужністю 12 МВт. Загальна електрична потужність станції становила 74 МВт при тепловій на рівні 260 МВт.